# Římskokatolická farnost Znojmo-Louka
Římskokatolická farnost Znojmo-Louka je územní společenství římských katolíků s farním kostelem Nanebevzetí Panny Marie a svatého Václava ve městě Znojmo ve znojemském děkanství.

## Historie farnosti
Původní románská kaple zde stávala zřejmě již v polovině 11. století. Při této kapli založil kníže Konrád Ota (od roku 1189 český kníže) v roce 1190 premonstrátský klášter. Kostel sám nese prvky všech stavebních slohů až po sloh barokní. Za husitských válek byl spolu s klášterem v roce 1425 zničen, ale brzy zase obnoven. V dnešní podobě je farní kostel barokní stavba z 2. poloviny 17. století.

## Duchovní správci
Farnost spravovali premonstráti od vzniku kláštera v roce 1190. Po zrušení v roce 1784 už klášter nebyl obnoven. V roce 2003 přišli do farnosti dva premonstrátští kněží z pražského kláštera na Strahově. Farářem byl od 1. srpna 2003 ICLic. Mgr. Marian Jiří Husek, OPraem. Premonstráti zde působili po domluvě strahovského opata a brněnského biskupa jako výpomoc diecézi ve farnostech, které měly určitou premonstrátskou historii. Po 16 letech premonstráti (vzhledem k personálním přesunům v řádových farnostech) odešli. Od srpna 2019 se novým farářem stal diecézní kněz R. D. Ing. Ladislav Bublán.

## Bohoslužby
| Kostel                                           | Místo  | Bohoslužba (den)    | Hodina                                                                      | Poznámka     |
| ------------------------------------------------ | ------ | ------------------- | --------------------------------------------------------------------------- | ------------ |
| Kostel Nanebevzetí Panny Marie a svatého Václava | Znojmo | neděle středa pátek | 8.00 18.00 (kaple na faře) 18.30, ve školním roce, 1x za měsíc, 2. v měsíci | Farní kostel |

## Aktivity ve farnosti
Dnem vzájemných modliteb farností za bohoslovce a bohoslovců za farnosti brněnské diecéze je 26. duben. Adorační den připadá na 12. srpen.
Ve farnosti se pravidelně koná tříkrálová sbírka. V roce 2017 činil její výtěžek na území Znojma 147 365 korun.
Farní kostel je možné si prohlédnout během každoroční Noci kostelů.